# Culex kukenan
Culex kukenan är en tvåvingeart som beskrevs av Anduze 1942. Culex kukenan ingår i släktet Culex och familjen stickmyggor. Inga underarter finns listade i Catalogue of Life.